# Benedetič
Benedetič [benedétič] je priimek v Sloveniji, ki ga je po podatkih Statističnega urada Republike Slovenije na dan 1. januarja 2010 uporabljalo 58 oseb in je med vsemi priimki po pogostosti uporabe uvrščen na 6.755. mesto.

## Znane nosilke in nosilci priimka
- Ana Benedetič (1930–2023), zgodovinarka, arhivistka Univerze v Ljubljani
- Filibert Benedetič (1935–2005), književnik v zamejstvu
- Jožko Benedetič (1927–1993), duhovnik - msgr., vzgojitelj in pesnik
- Lidija Benedetič-Lapajne (*1959), atletinja
- Vesna Benedetič (*1966), vsestranska likovna umetnica (zamejska slikarka, ilustratorka)